# Wrząca (Kobylnica)
Wrząca (deutsch Franzen) ist ein Dorf im Nordwesten der polnischen Woiwodschaft Pommern und gehört zur Stadt-und-Land-Gemeinde Kobylnica (Kublitz) im Powiat Słupski (Kreis Stolp).

## Geographische Lage
Wrząca ist der Endpunkt einer Straße, die bei Reblino (Reblin) an der Landesstraße 6 (ehemalige deutsche Reichsstraße 2, heute auch Europastraße 28) Gdańsk (Danzig) – Szczecin (Stettin) zwischen Słupsk und Sławno (Schlawe) abzweigt und in südliche Richtung führt. Unter der Bezeichnung Wrząca Pomorska ist der Ort Bahnstation an der Staatsbahnstrecke Nr. 405 Piła (Schneidemühl) – Ustka (Stolpmünde).
Nachbarorte von Wrząca sind: Słonowice (Groß Schlönwitz) im Norden, Kuleszewo (Kulsow) im Osten, Zagórki (Sagerke) und Ściegnica (Ziegnitz) im Süden sowie Kczewo (Egsow) im Westen.

## Geschichte
Drei Hünengräber und eine Steinkiste zeugen von einer vorgeschichtlichen Besiedlung des Ortes. Die erste historische Nachricht über Franzen stammt allerdings erst aus dem Jahre 1409, als in einem Sühnebrief der Name Curd Manduwel von Vrantzen Erwähnung findet. Bis in das 18. Jahrhundert war Franzen ein von Kleistsches Lehen. Es gab hier zwei Rittersitze, denn zeitweise erscheinen im 16. Jahrhundert die von Below und im 17. Jahrhundert die von Puttkamer und von Krockow auf Teilen von Franzen. 1773 dann wird der Oberst Heinrich Joachim Reinhold von Krockow mit dem ganzen Dorf belehnt. Nachfolgend wechselte der Besitz mehrfach, bis er schließlich am Ende des 19. Jahrhunderts Eigentum der Familie von Puttkamer wurde, die ihn bis 1945 besaß.
Im Jahre 1818 zählte Franzen 215 Einwohner. Die Zahl stieg bis 1885 auf 653 und betrug 1939 noch 641.
Bis 1945 gehörte der Ort zum Amtsbezirk Dubberzin (Dobrzęcino) im Landkreis Schlawe i. Pom. im Regierungsbezirk Köslin der preußischen Provinz Pommern. Standesamtlich war Franzen nach Besow (Bzowo) orientiert, und das zuständige Amtsgericht war das in Schlawe.
Am Ende des Zweiten Weltkrieges, am 5. März 1945, erhielt das Dorf Treckbefehl. Die Einwohner begannen ihre Flucht, die in Anbetracht der verstopften Straßen sehr mühsam war. Sie erreichten Zitzwewitz (Sycewice), Pustamin (Postomino) und Wobesde (Objazda), wo sie von sowjetischen Truppen überrollt und nach Hause zurückgeschickt wurden. Hier wurden viele Einwohner nach Russland verschleppt, einige bis nach Sibirien, wo sie Arbeitsdienste leisten mussten. Im November 1947 wurde Franzen der polnischen Verwaltung überstellt. Die deutsche Bevölkerung wurde evakuiert – einige wenige wurden erst 1957 entlassen. 1975 wurde der Ort Teil der Woiwodschaft Słupsk. Mit der Auflösung der Woiwodschaft wurde der Ort 1999 Teil der Woiwodschaft Pommern und ist in dieser ein Teil der Gmina Kobylnica im Powiat Słupski.

### Ortsgliederung bis 1945
Vor 1945 gehörten zu Franzen drei Ortschaften bzw. Wohnplätze:
1. Klein Franzen (früher auch Gausenthal und Gorieschenhagen, heute polnisch Wrząckie), dem Dorf in Richtung Groß Schlönwitz vorgelagerte Bauernsiedlung mit sechs Gehöften, etwa 45 Hektar
2. Reinholdsfelde (Zbyszewo), Gutsvorwerk, etwa drei Kilometer südlich des Dorfes, 1773 aus königlichen Gnadenmitteln angelegt, Wohnungen für Landarbeiterfamilien
3. Sternkrug, zwei Bauerngehöfte nahe Reinholdsfelde.

## Kirche
Vor 1945 war die Bevölkerung von Franzen überwiegend evangelisch. Das Dorf war in das Kirchspiel Groß Schlönwitz (Słonowice) eingepfarrt und gehörte zum Kirchenkreis Schlawe der Kirchenprovinz Pommern der Kirche der Altpreußischen Union.
Seit 1945 sind die Einwohner von Wrząca mehrheitlich römisch-katholischer Konfession. Pfarrort ist weiterhin Słonowice, das dem Dekanat Sławno im Bistum Köslin-Kolberg der Katholischen Kirche in Polen zugeordnet ist. Evangelische Kirchenglieder werden heute vom Pfarramt in Słupsk (Stolp) in der Diözese Pommern-Großpolen der Evangelisch-Augsburgischen Kirche in Polen betreut.

## Schule
Das Schulhaus von Franzen, mitten im Dorf gelegen, war um 1800 errichtet worden. Ab 1932 unterrichteten hier zwei Lehrkräfte, bis dahin war die Schule einklassig.